# 江本あやみ
江本 あやみ（えもと あやみ）は、日本のAV女優。クローネ所属。

## 略歴・人物
徳島県出身。
2021年3月、kawaii専属女優としてAVデビュー。2作品に出演後、専属を離れ企画単体女優となる。

## 出演作品

### アダルトDVD
2021年
- 男性経験は処女を捧げた交際歴5年の彼氏だけ! 手つかずの剛毛と方言が初々しい徳島育ちの20歳が結婚する前に思いっきりエッチしてみたくてAVデビュー!（3月25日、kawaii）
- 1本だけのつもりが快感を忘れられずにカムバック! 江本あやみに初中出ししちゃうぞ♪ 突いて突いて突きまくって限界突破覚醒! 5カ月ぶりにイキ狂う 追撃ピストントントーン!（8月25日、kawaii）
- お互いのイキ顔を見ながらSEX漬けにされる 剛毛姉妹孕ませ調教（11月6日、Fitch）
- ウブな女子○生が指3本奥までブッ挿しマン汁垂れ流し自撮りオナニー! イッタ直後のおま○こにデカチンねじ込み即ハメ! 「ダメぇぇ!今イッちゃったばかりだよぉ!」 絶頂直後の超敏感ヒクヒクおま○こに怒涛のイクイクおかわり激ピストン!!（11月26日、赤面女子）

2022年
- 素人ヘアヌード大図鑑 〜身長150cm未満ミニマム女子学生編（1月11日、S級素人）
- 今日、家族に売られました 性活保護の美少女（1月28日、I.B.WORKS）
- 素人女子大生が高額バイト代につられてヌードデッサンモデルに! マ●コのビラビラまで丁寧に描かれる 視姦の羞恥にマ●コはグッショリ!生で挿入されてイキまくり! 2（2月10日、アイエナジー）
- 部屋連れ込み隠し撮りSEX そのまま勝手にAV発売 5（2月18日、DOC）
- 思春期の娘 父親に恋するメンヘラ少女の狂気の恋心（2月26日、JUMP）
- 剛毛メガネ女子に誘われて（3月1日、パコパコ団とゆかいな仲間たち）
- 乳首好きなM男の願い叶える為にウブっ子女子がお宅訪問!責めている内に痴女覚醒!?（3月4日、DOC）

### アダルトVR
- マン毛ハミ出し誘惑してくる幼気な妹にイタズラ中出し（2021年9月26日、kawaii）

### ネット配信
- あやみ（2021年11月19日、俺の素人-Z-）
- 【従順ドMなペット美少女】【草食系の彼氏持ち】【エッチにコンプレックスあり】【ウブ尻プリプリ】【叩かれて感じちゃう】【隠れドMな性癖むき出し】【潮吹きイキまくりSEX!!】〜激ウブちゃんを連れてきた。#05〜（2022年1月8日、プレステージプレミアム）